# サウスダコタ州選出のアメリカ合衆国上院議員
サウスダコタ州は、1889年11月2日に連邦に加わった。

## 上院議員一覧
| 第2部 第2部の上院議員は西暦年を6で除算したときの剰余が3と等しい年が任期末である。最近では1996年, 2002年, 2008年, 2014年,2020年に改選されている。次の選挙は2026年を予定している。 | 第2部 第2部の上院議員は西暦年を6で除算したときの剰余が3と等しい年が任期末である。最近では1996年, 2002年, 2008年, 2014年,2020年に改選されている。次の選挙は2026年を予定している。 | 第2部 第2部の上院議員は西暦年を6で除算したときの剰余が3と等しい年が任期末である。最近では1996年, 2002年, 2008年, 2014年,2020年に改選されている。次の選挙は2026年を予定している。 | 第2部 第2部の上院議員は西暦年を6で除算したときの剰余が3と等しい年が任期末である。最近では1996年, 2002年, 2008年, 2014年,2020年に改選されている。次の選挙は2026年を予定している。 | 第2部 第2部の上院議員は西暦年を6で除算したときの剰余が3と等しい年が任期末である。最近では1996年, 2002年, 2008年, 2014年,2020年に改選されている。次の選挙は2026年を予定している。 | 第2部 第2部の上院議員は西暦年を6で除算したときの剰余が3と等しい年が任期末である。最近では1996年, 2002年, 2008年, 2014年,2020年に改選されている。次の選挙は2026年を予定している。 | 議会                                                      | 第3部 第3部の上院議員は西暦年を6で除算したときの剰余が5と等しい年が任期末である。最近では1998年, 2004年, 2010年, 2016年に改選されている。 次の選挙は2022年を予定している。 | 第3部 第3部の上院議員は西暦年を6で除算したときの剰余が5と等しい年が任期末である。最近では1998年, 2004年, 2010年, 2016年に改選されている。 次の選挙は2022年を予定している。 | 第3部 第3部の上院議員は西暦年を6で除算したときの剰余が5と等しい年が任期末である。最近では1998年, 2004年, 2010年, 2016年に改選されている。 次の選挙は2022年を予定している。 | 第3部 第3部の上院議員は西暦年を6で除算したときの剰余が5と等しい年が任期末である。最近では1998年, 2004年, 2010年, 2016年に改選されている。 次の選挙は2022年を予定している。 | 第3部 第3部の上院議員は西暦年を6で除算したときの剰余が5と等しい年が任期末である。最近では1998年, 2004年, 2010年, 2016年に改選されている。 次の選挙は2022年を予定している。 | 第3部 第3部の上院議員は西暦年を6で除算したときの剰余が5と等しい年が任期末である。最近では1998年, 2004年, 2010年, 2016年に改選されている。 次の選挙は2022年を予定している。 |
| # | 氏名 | 所属政党 | 在職期間 | 選挙歴 | 任期 | 議会                                                      | 任期 | 選挙歴 | 在職期間 | 所属政党 | 氏名 | # |
| 1 | リチャード・ペティグルー | 共和党 | 1889年11月2日 – 1901年3月3日 | 1889年選出 | 1 | 51                                                        | 1 | 1889年選出 再選に失敗 | 1889年11月2日 – 1891年3月3日 | 共和党 | ギデオン・ムーディー | 1 |
| 1 | リチャード・ペティグルー | 共和党 | 1889年11月2日 – 1901年3月3日 | 1889年選出 | 1 | 52                                                        | 2 | 1891年2月16日選出 | 1891年3月4日 – 1901年7月1日 | 無所属 | ジェイムズ・カイル | 2 |
| 1 | リチャード・ペティグルー | 共和党 | 1889年11月2日 – 1901年3月3日 | 1889年選出 | 1 | 53                                                        | 2 | 1891年2月16日選出 | 1891年3月4日 – 1901年7月1日 | 人民党 | ジェイムズ・カイル | 2 |
| 1 | リチャード・ペティグルー | 共和党 | 1889年11月2日 – 1901年3月3日 | 1894年再選 再選に失敗 | 2 | 54                                                        | 2 | 1891年2月16日選出 | 1891年3月4日 – 1901年7月1日 | 人民党 | ジェイムズ・カイル | 2 |
| 1 | リチャード・ペティグルー | 銀 共和党 | 1889年11月2日 – 1901年3月3日 | 1894年再選 再選に失敗 | 2 | 55                                                        | 3 | 1897年2月18日再選 死去 | 1891年3月4日 – 1901年7月1日 | 人民党 | ジェイムズ・カイル | 2 |
| 1 | リチャード・ペティグルー | 銀 共和党 | 1889年11月2日 – 1901年3月3日 | 1894年再選 再選に失敗 | 2 | 56                                                        | 3 | 1897年2月18日再選 死去 | 1891年3月4日 – 1901年7月1日 | 人民党 | ジェイムズ・カイル | 2 |
| 2 | ロバート・ギャンブル | 共和党 | 1901年3月4日 – 1913年3月3日 | 1901年1月22日選出 | 3 | 57                                                        | 3 | 1897年2月18日再選 死去 | 1891年3月4日 – 1901年7月1日 | 共和党 | ジェイムズ・カイル | 2 |
| 2 | ロバート・ギャンブル | 共和党 | 1901年3月4日 – 1913年3月3日 | 1901年1月22日選出 | 3 | 57                                                        | 3 | | 1901年7月1日 – 1901年7月11日 | 空席 | 空席 | 空席 |
| 2 | ロバート・ギャンブル | 共和党 | 1901年3月4日 – 1913年3月3日 | 1901年1月22日選出 | 3 | 57                                                        | 3 | カイル死去による空席を補充するため任命 1903年1月20日カイル死去による補欠選挙で選出                                                                                         | 1901年7月11日 – 1909年3月3日 | 共和党 | アルフレッド・キトリッジ | 3 |
| 2 | ロバート・ギャンブル | 共和党 | 1901年3月4日 – 1913年3月3日 | 1901年1月22日選出 | 3 | 58                                                        | 4 | 1903年1月21日選出 再指名に失敗 | 1901年7月11日 – 1909年3月3日 | 共和党 | アルフレッド・キトリッジ | 3 |
| 2 | ロバート・ギャンブル | 共和党 | 1901年3月4日 – 1913年3月3日 | 1901年1月22日選出 | 3 | 59                                                        | 4 | 1903年1月21日選出 再指名に失敗 | 1901年7月11日 – 1909年3月3日 | 共和党 | アルフレッド・キトリッジ | 3 |
| 2 | ロバート・ギャンブル | 共和党 | 1901年3月4日 – 1913年3月3日 | 1907年1月22日再選 再指名に失敗 | 4 | 60                                                        | 4 | 1903年1月21日選出 再指名に失敗 | 1901年7月11日 – 1909年3月3日 | 共和党 | アルフレッド・キトリッジ | 3 |
| 2 | ロバート・ギャンブル | 共和党 | 1901年3月4日 – 1913年3月3日 | 1907年1月22日再選 再指名に失敗 | 4 | 61                                                        | 5 | 1909年1月19日選出 再指名に失敗 | 1909年3月4日 – 1915年3月3日 | 共和党 | コー・クロフォード | 4 |
| 2 | ロバート・ギャンブル | 共和党 | 1901年3月4日 – 1913年3月3日 | 1907年1月22日再選 再指名に失敗 | 4 | 62                                                        | 5 | 1909年1月19日選出 再指名に失敗 | 1909年3月4日 – 1915年3月3日 | 共和党 | コー・クロフォード | 4 |
| 3 | トーマス・スターリング | 共和党 | 1913年3月4日 – 1925年3月3日 | 1913年1月22日選出 | 5 | 63                                                        | 5 | 1909年1月19日選出 再指名に失敗 | 1909年3月4日 – 1915年3月3日 | 共和党 | コー・クロフォード | 4 |
| 3 | トーマス・スターリング | 共和党 | 1913年3月4日 – 1925年3月3日 | 1913年1月22日選出 | 5 | 64                                                        | 6 | 1914年選出 引退 | 1915年3月4日 – 1921年3月3日 | 民主党 | エドウィン・ジョンソン | 5 |
| 3 | トーマス・スターリング | 共和党 | 1913年3月4日 – 1925年3月3日 | 1913年1月22日選出 | 5 | 65                                                        | 6 | 1914年選出 引退 | 1915年3月4日 – 1921年3月3日 | 民主党 | エドウィン・ジョンソン | 5 |
| 3 | トーマス・スターリング | 共和党 | 1913年3月4日 – 1925年3月3日 | 1918年再選 再指名に失敗 | 6 | 66                                                        | 6 | 1914年選出 引退 | 1915年3月4日 – 1921年3月3日 | 民主党 | エドウィン・ジョンソン | 5 |
| 3 | トーマス・スターリング | 共和党 | 1913年3月4日 – 1925年3月3日 | 1918年再選 再指名に失敗 | 6 | 67                                                        | 7 | 1920年選出 | 1921年3月4日 – 1936年12月20日 | 共和党 | ピーター・ノーベック | 6 |
| 3 | トーマス・スターリング | 共和党 | 1913年3月4日 – 1925年3月3日 | 1918年再選 再指名に失敗 | 6 | 68                                                        | 7 | 1920年選出 | 1921年3月4日 – 1936年12月20日 | 共和党 | ピーター・ノーベック | 6 |
| 4 | ウィリアム・H・マクマスター | 共和党 | 1925年3月4日 – 1931年3月3日 | 1924年選出 再選に失敗 | 7 | 69                                                        | 7 | 1920年選出 | 1921年3月4日 – 1936年12月20日 | 共和党 | ピーター・ノーベック | 6 |
| 4 | ウィリアム・H・マクマスター | 共和党 | 1925年3月4日 – 1931年3月3日 | 1924年選出 再選に失敗 | 7 | 70                                                        | 8 | 1926年再選 | 1921年3月4日 – 1936年12月20日 | 共和党 | ピーター・ノーベック | 6 |
| 4 | ウィリアム・H・マクマスター | 共和党 | 1925年3月4日 – 1931年3月3日 | 1924年選出 再選に失敗 | 7 | 71                                                        | 8 | 1926年再選 | 1921年3月4日 – 1936年12月20日 | 共和党 | ピーター・ノーベック | 6 |
| 5 | ウィリアム・ビューロー | 民主党 | 1931年3月4日 – 1943年1月3日 | 1930年選出 | 8 | 72                                                        | 8 | 1926年再選 | 1921年3月4日 – 1936年12月20日 | 共和党 | ピーター・ノーベック | 6 |
| 5 | ウィリアム・ビューロー | 民主党 | 1931年3月4日 – 1943年1月3日 | 1930年選出 | 8 | 73                                                        | 9 | 1932年再選 死去 | 1921年3月4日 – 1936年12月20日 | 共和党 | ピーター・ノーベック | 6 |
| 5 | ウィリアム・ビューロー | 民主党 | 1931年3月4日 – 1943年1月3日 | 1930年選出 | 8 | 74                                                        | 9 | 1932年再選 死去 | 1921年3月4日 – 1936年12月20日 | 共和党 | ピーター・ノーベック | 6 |
| 5 | ウィリアム・ビューロー | 民主党 | 1931年3月4日 – 1943年1月3日 | 1930年選出 | 8 |                                                           | 9 | 1936年12月20日 – 1936年12月29日 | 空席 | 空席 | 空席 | |
| 5 | ウィリアム・ビューロー | 民主党 | 1931年3月4日 – 1943年1月3日 | 1930年選出 | 8 | ノーベック死去による空席を補充するため任命 補欠選挙で敗北 | 9 | 1936年12月29日 – 1938年11月8日 | 民主党 | ハーバート・ヒッチコック | 7 | |
| 5 | ウィリアム・ビューロー | 民主党 | 1931年3月4日 – 1943年1月3日 | 1936年再選 再指名に失敗 | 9 | ノーベック死去による空席を補充するため任命 補欠選挙で敗北 | 9 | 1936年12月29日 – 1938年11月8日 | 民主党 | ハーバート・ヒッチコック | 7 | 75 |
| 5 | ウィリアム・ビューロー | 民主党 | 1931年3月4日 – 1943年1月3日 | 1936年再選 再指名に失敗 | 9 | ノーバック死去による補欠選挙で選出 引退                   | 9 | 1938年11月9日 – 1939年1月3日 | 共和党 | グレイディーズ・パイル | 8 | 75 |
| 5 | ウィリアム・ビューロー | 民主党 | 1931年3月4日 – 1943年1月3日 | 1936年再選 再指名に失敗 | 9 | 76                                                        | 10 | 1938年選出 | 1939年1月3日 – 1951年1月3日 | 共和党 | ジョン・ガーニー | 9 |
| 5 | ウィリアム・ビューロー | 民主党 | 1931年3月4日 – 1943年1月3日 | 1936年再選 再指名に失敗 | 9 | 77                                                        | 10 | 1938年選出 | 1939年1月3日 – 1951年1月3日 | 共和党 | ジョン・ガーニー | 9 |
| 6 | ハーラン・ブッシュフィールド | 共和党 | 1943年1月3日 – 1948年9月27日 | 1942年選出 死去 | 10 | 78                                                        | 10 | 1938年選出 | 1939年1月3日 – 1951年1月3日 | 共和党 | ジョン・ガーニー | 9 |
| 6 | ハーラン・ブッシュフィールド | 共和党 | 1943年1月3日 – 1948年9月27日 | 1942年選出 死去 | 10 | 79                                                        | 11 | 1944年再選 再指名に失敗 | 1939年1月3日 – 1951年1月3日 | 共和党 | ジョン・ガーニー | 9 |
| 6 | ハーラン・ブッシュフィールド | 共和党 | 1943年1月3日 – 1948年9月27日 | 1942年選出 死去 | 10 | 80                                                        | 11 | 1944年再選 再指名に失敗 | 1939年1月3日 – 1951年1月3日 | 共和党 | ジョン・ガーニー | 9 |
| 空席 | 空席 | 空席 | 1948年9月27日 – 1948年10月6日 | | 10 |                                                           | 11 | 1944年再選 再指名に失敗 | 1939年1月3日 – 1951年1月3日 | 共和党 | ジョン・ガーニー | 9 |
| 7 | ヴェラ・ブッシュフィールド | 共和党 | 1948年10月6日 – 1948年12月26日 | 夫の死去による空席を補充するため任命 後継任命時に辞職 | 10 |                                                           | 11 | 1944年再選 再指名に失敗 | 1939年1月3日 – 1951年1月3日 | 共和党 | ジョン・ガーニー | 9 |
| 空席 | 空席 | 空席 | 1948年12月26日 – 1948年12月31日 | | 10 |                                                           | 11 | 1944年再選 再指名に失敗 | 1939年1月3日 – 1951年1月3日 | 共和党 | ジョン・ガーニー | 9 |
| 8 | カール・ムント | 共和党 | 1948年12月31日 – 1973年1月3日 | ブッシュフィールド辞職により任命。任命時、次の任期に選出済。 | 10 |                                                           | 11 | 1944年再選 再指名に失敗 | 1939年1月3日 – 1951年1月3日 | 共和党 | ジョン・ガーニー | 9 |
| 8 | カール・ムント | 共和党 | 1948年12月31日 – 1973年1月3日 | 1948年選出 | 11 | 81                                                        | 11 | 1944年再選 再指名に失敗 | 1939年1月3日 – 1951年1月3日 | 共和党 | ジョン・ガーニー | 9 |
| 8 | カール・ムント | 共和党 | 1948年12月31日 – 1973年1月3日 | 1948年選出 | 11 | 82                                                        | 12 | 1950年選出 | 1951年1月3日 – 1962年6月22日 | 共和党 | フランシス・ケース | 10 |
| 8 | カール・ムント | 共和党 | 1948年12月31日 – 1973年1月3日 | 1948年選出 | 11 | 83                                                        | 12 | 1950年選出 | 1951年1月3日 – 1962年6月22日 | 共和党 | フランシス・ケース | 10 |
| 8 | カール・ムント | 共和党 | 1948年12月31日 – 1973年1月3日 | 1954年再選 | 12 | 84                                                        | 12 | 1950年選出 | 1951年1月3日 – 1962年6月22日 | 共和党 | フランシス・ケース | 10 |
| 8 | カール・ムント | 共和党 | 1948年12月31日 – 1973年1月3日 | 1954年再選 | 12 | 85                                                        | 13 | 1956年再選 死去 | 1951年1月3日 – 1962年6月22日 | 共和党 | フランシス・ケース | 10 |
| 8 | カール・ムント | 共和党 | 1948年12月31日 – 1973年1月3日 | 1954年再選 | 12 | 86                                                        | 13 | 1956年再選 死去 | 1951年1月3日 – 1962年6月22日 | 共和党 | フランシス・ケース | 10 |
| 8 | カール・ムント | 共和党 | 1948年12月31日 – 1973年1月3日 | 1960年再選 | 13 | 87                                                        | 13 | 1956年再選 死去 | 1951年1月3日 – 1962年6月22日 | 共和党 | フランシス・ケース | 10 |
| 8 | カール・ムント | 共和党 | 1948年12月31日 – 1973年1月3日 | 1960年再選 | 13 | 87                                                        | 13 | | 1962年6月22日 – 1962年7月9日 | 空席 | 空席 | 空席 |
| 8 | カール・ムント | 共和党 | 1948年12月31日 – 1973年1月3日 | 1960年再選 | 13 | 87                                                        | 13 | ケイス死去による空席を補充するため任命 再選に失敗 | 1962年7月9日 – 1963年1月3日 | 共和党 | ジョセフ・ボットム | 11 |
| 8 | カール・ムント | 共和党 | 1948年12月31日 – 1973年1月3日 | 1960年再選 | 13 | 88                                                        | 14 | 1962年選出 | 1963年1月3日 – 1981年1月3日 | 民主党 | ジョージ・マクガヴァン | 12 |
| 8 | カール・ムント | 共和党 | 1948年12月31日 – 1973年1月3日 | 1960年再選 | 13 | 89                                                        | 14 | 1962年選出 | 1963年1月3日 – 1981年1月3日 | 民主党 | ジョージ・マクガヴァン | 12 |
| 8 | カール・ムント | 共和党 | 1948年12月31日 – 1973年1月3日 | 1966年再選 引退 | 14 | 90                                                        | 14 | 1962年選出 | 1963年1月3日 – 1981年1月3日 | 民主党 | ジョージ・マクガヴァン | 12 |
| 8 | カール・ムント | 共和党 | 1948年12月31日 – 1973年1月3日 | 1966年再選 引退 | 14 | 91                                                        | 15 | 1968年再選 | 1963年1月3日 – 1981年1月3日 | 民主党 | ジョージ・マクガヴァン | 12 |
| 8 | カール・ムント | 共和党 | 1948年12月31日 – 1973年1月3日 | 1966年再選 引退 | 14 | 92                                                        | 15 | 1968年再選 | 1963年1月3日 – 1981年1月3日 | 民主党 | ジョージ・マクガヴァン | 12 |
| 9 | ジェームズ・アブレズク | 民主党 | 1973年1月3日 – 1979年1月3日 | 1972年選出 引退 | 15 | 93                                                        | 15 | 1968年再選 | 1963年1月3日 – 1981年1月3日 | 民主党 | ジョージ・マクガヴァン | 12 |
| 9 | ジェームズ・アブレズク | 民主党 | 1973年1月3日 – 1979年1月3日 | 1972年選出 引退 | 15 | 94                                                        | 16 | 1974年再選 再選に失敗 | 1963年1月3日 – 1981年1月3日 | 民主党 | ジョージ・マクガヴァン | 12 |
| 9 | ジェームズ・アブレズク | 民主党 | 1973年1月3日 – 1979年1月3日 | 1972年選出 引退 | 15 | 95                                                        | 16 | 1974年再選 再選に失敗 | 1963年1月3日 – 1981年1月3日 | 民主党 | ジョージ・マクガヴァン | 12 |
| 10 | ラリー・プレスラー | 共和党 | 1979年1月3日 – 1997年1月3日 | 1978年選出 | 16 | 96                                                        | 16 | 1974年再選 再選に失敗 | 1963年1月3日 – 1981年1月3日 | 民主党 | ジョージ・マクガヴァン | 12 |
| 10 | ラリー・プレスラー | 共和党 | 1979年1月3日 – 1997年1月3日 | 1978年選出 | 16 | 97                                                        | 17 | 1980年選出 再選に失敗 | 1981年1月3日 – 1987年1月3日 | 共和党 | ジェイムズ・アブドナー | 13 |
| 10 | ラリー・プレスラー | 共和党 | 1979年1月3日 – 1997年1月3日 | 1978年選出 | 16 | 98                                                        | 17 | 1980年選出 再選に失敗 | 1981年1月3日 – 1987年1月3日 | 共和党 | ジェイムズ・アブドナー | 13 |
| 10 | ラリー・プレスラー | 共和党 | 1979年1月3日 – 1997年1月3日 | 1984年再選 | 17 | 99                                                        | 17 | 1980年選出 再選に失敗 | 1981年1月3日 – 1987年1月3日 | 共和党 | ジェイムズ・アブドナー | 13 |
| 10 | ラリー・プレスラー | 共和党 | 1979年1月3日 – 1997年1月3日 | 1984年再選 | 17 | 100                                                       | 18 | 1986年選出 | 1987年1月3日 – 2005年1月3日 | 民主党 | トム・ダシュル | 14 |
| 10 | ラリー・プレスラー | 共和党 | 1979年1月3日 – 1997年1月3日 | 1984年再選 | 17 | 101                                                       | 18 | 1986年選出 | 1987年1月3日 – 2005年1月3日 | 民主党 | トム・ダシュル | 14 |
| 10 | ラリー・プレスラー | 共和党 | 1979年1月3日 – 1997年1月3日 | 1990年再選 再選に失敗 | 18 | 102                                                       | 18 | 1986年選出 | 1987年1月3日 – 2005年1月3日 | 民主党 | トム・ダシュル | 14 |
| 10 | ラリー・プレスラー | 共和党 | 1979年1月3日 – 1997年1月3日 | 1990年再選 再選に失敗 | 18 | 103                                                       | 19 | 1992年再選 | 1987年1月3日 – 2005年1月3日 | 民主党 | トム・ダシュル | 14 |
| 10 | ラリー・プレスラー | 共和党 | 1979年1月3日 – 1997年1月3日 | 1990年再選 再選に失敗 | 18 | 104                                                       | 19 | 1992年再選 | 1987年1月3日 – 2005年1月3日 | 民主党 | トム・ダシュル | 14 |
| 11 | ティム・ジョンソン | 民主党 | 1997年1月3日 – 2015年1月3日 | 1996年選出 | 19 | 105                                                       | 19 | 1992年再選 | 1987年1月3日 – 2005年1月3日 | 民主党 | トム・ダシュル | 14 |
| 11 | ティム・ジョンソン | 民主党 | 1997年1月3日 – 2015年1月3日 | 1996年選出 | 19 | 106                                                       | 20 | 1998年再選 再選に失敗 | 1987年1月3日 – 2005年1月3日 | 民主党 | トム・ダシュル | 14 |
| 11 | ティム・ジョンソン | 民主党 | 1997年1月3日 – 2015年1月3日 | 1996年選出 | 19 | 107                                                       | 20 | 1998年再選 再選に失敗 | 1987年1月3日 – 2005年1月3日 | 民主党 | トム・ダシュル | 14 |
| 11 | ティム・ジョンソン | 民主党 | 1997年1月3日 – 2015年1月3日 | 2002年再選 | 20 | 108                                                       | 20 | 1998年再選 再選に失敗 | 1987年1月3日 – 2005年1月3日 | 民主党 | トム・ダシュル | 14 |
| 11 | ティム・ジョンソン | 民主党 | 1997年1月3日 – 2015年1月3日 | 2002年再選 | 20 | 109                                                       | 21 | 2004年選出 | 2005年1月3日 – 現職 | 共和党 | ジョン・スーン | 15 |
| 11 | ティム・ジョンソン | 民主党 | 1997年1月3日 – 2015年1月3日 | 2002年再選 | 20 | 110                                                       | 21 | 2004年選出 | 2005年1月3日 – 現職 | 共和党 | ジョン・スーン | 15 |
| 11 | ティム・ジョンソン | 民主党 | 1997年1月3日 – 2015年1月3日 | 2008年再選 引退 | 21 | 111                                                       | 21 | 2004年選出 | 2005年1月3日 – 現職 | 共和党 | ジョン・スーン | 15 |
| 11 | ティム・ジョンソン | 民主党 | 1997年1月3日 – 2015年1月3日 | 2008年再選 引退 | 21 | 112                                                       | 22 | 2010年再選 | 2005年1月3日 – 現職 | 共和党 | ジョン・スーン | 15 |
| 11 | ティム・ジョンソン | 民主党 | 1997年1月3日 – 2015年1月3日 | 2008年再選 引退 | 21 | 113                                                       | 22 | 2010年再選 | 2005年1月3日 – 現職 | 共和党 | ジョン・スーン | 15 |
| 12 | マイク・ラウンズ | 共和党 | 2015年1月3日 – 現職 | 2014年選出 | 22 | 114                                                       | 22 | 2010年再選 | 2005年1月3日 – 現職 | 共和党 | ジョン・スーン | 15 |
| 12 | マイク・ラウンズ | 共和党 | 2015年1月3日 – 現職 | 2014年選出 | 22 | 115                                                       | 39 | 2016年再選 | 2005年1月3日 – 現職 | 共和党 | ジョン・スーン | 15 |
| 12 | マイク・ラウンズ | 共和党 | 2015年1月3日 – 現職 | 2014年選出 | 22 | 116                                                       | 39 | 2016年再選 | 2005年1月3日 – 現職 | 共和党 | ジョン・スーン | 15 |
| 12 | マイク・ラウンズ | 共和党 | 2015年1月3日 – 現職 | 2020年再選 | 23 | 117                                                       | 39 | 2016年再選 | 2005年1月3日 – 現職 | 共和党 | ジョン・スーン | 15 |
| 12 | マイク・ラウンズ | 共和党 | 2015年1月3日 – 現職 | 2020年再選 | 23 | 118                                                       | 24 | 2022年改選予定 | 2022年改選予定 | 2022年改選予定 | 2022年改選予定 | 2022年改選予定 |
| 12 | マイク・ラウンズ | 共和党 | 2015年1月3日 – 現職 | 2020年再選 | 23 | 119                                                       | 24 | 2022年改選予定 | 2022年改選予定 | 2022年改選予定 | 2022年改選予定 | 2022年改選予定 |
| 2026年改選予定 | 2026年改選予定 | 2026年改選予定 | 2026年改選予定 | 2026年改選予定 | 24 | 120                                                       | 24 | 2022年改選予定 | 2022年改選予定 | 2022年改選予定 | 2022年改選予定 | 2022年改選予定 |
| # | 氏名 | 所属政党 | 在職期間 | 選挙歴 | 任 期 |                                                           | 任 期 | 選挙歴 | 在職期間 | 所属政党 | 氏名 | # |
| 第2部 | 第2部 | 第2部 | 第2部 | 第2部 | 第2部 | 第3部                                                     | 第3部 | 第3部 | 第3部 | 第3部 | 第3部 | |